# Boulton Peak
Boulton Peak är en bergstopp i Antarktis. Den ligger i Västantarktis. Argentina, Chile och Storbritannien gör anspråk på området. Toppen på Boulton Peak är 1 047 meter över havet, eller 161 meter över den omgivande terrängen. Bredden vid basen är 1,5 km.
Terrängen runt Boulton Peak är huvudsakligen kuperad, men åt nordost är den platt. Trakten är obefolkad. Det finns inga samhällen i närheten. 